# Вечерний Кут
Железная руда вывозилась из бассейна главным образом со станций Вечерний Кут и Карнаватка Саксаганской ветки Екатерининской железной дороги, в меньшей степени — со станций Кривой Рог и Пичугино на основной линии этой дороги.
Вечерний Кут (укр. Вечірній Кут) — грузо-пассажирская железнодорожная станция Криворожской дирекции Приднепровской железной дороги на линии Кривой Рог—Пятихатки.

## История
Станция Екатерининских железных дорог, на линии Пятихатка — Долгинцево (Бухарино), открыта в 1893 году. Название получила от одноимённого села. Использовалась для вывоза железной руды с рудников Кривбасса на заводы Донбасса.

## Характеристика
Расположена в Покровском районе Кривого Рога в юго-восточной части города между станциями Шмаково (5 км) и Роковатая (7 км).
Станция оборудована современными системами безопасности движения. Остаётся грузовой станцией для перевозки горного сырья. Имеет одноэтажное станционное здание.
На станции останавливаются пригородные электропоезда.